# 穆隆古 (帕拉伊巴州)
穆隆古（葡萄牙語：Mulungu），是巴西的城鎮，位於該國東北部，由帕拉伊巴州負責管轄，始建於1959年9月27日，面積192.21平方公里，2010年人口9,469，人口密度每平方公里49.26人。